# Gloria María Borrero
Gloria María Borrero Restrepo (Medellín, Colombia, 1956) es una abogada colombiana. Fue Ministra de Justicia y del Derecho en el gobierno del Presidente Iván Duque Márquez.

## Biografía
Gloria María Borrero Restrepo es abogada de la Universidad Javeriana, especializada en Derecho Administrativo de la Universidad del Rosario. Cuenta con más de 35 años de experiencia nacional e internacional en sistemas y reformas judiciales, funcionamiento y gestión del Estado, en especial, de la administración de justicia.
Inició su carrera profesional en el Instituto de Seguros Sociales donde ocupó los cargos de Secretaria General, jefe de oficina jurídica y jefaturas de personal a nivel nacional y regional.
Estuvo vinculada a la Organización de Estados Iberoamericanos para la Educación, la Ciencia y la Cultura – OEI como asesora jurídica y consultora en varios proyectos.
Fue asesora jurídica de varias entidades del Estado como el Departamento Administrativo de la Función Pública, Maloka – Centro Interactivo de Ciencia y Tecnología, Instituto Colombiano para la Educación Superior – ICFES, Instituto Colombiano del Deporte – COLDEPORTES y Ministerio de Justicia y del Derecho.
Trabajó para el Programa de las Naciones Unidas para el Desarrollo (PNUD) Colombia, como consultora para la implementación del proyecto de Fortalecimiento de Liderazgo para la Construcción de Políticas para el Mejoramiento de Políticas de la Justicia, como también asesoró al equipo de diseño del programa de democracia y reforma a la justicia en la USAID – Colombia.
En 2005 y hasta agosto de 2018 asumió el cargo de directora ejecutiva de la Corporación Excelencia en la Justicia, entidad posicionada como uno de los centros de pensamiento más relevantes y de mayor incidencia y credibilidad en materia de justicia en América Latina. Allí lideró la creación de observatorios ciudadanos a las reformas procesales en Colombia, incidió efectivamente en algunas reformas a la justicia en temas como la ampliación de requisitos para magistrado de las altas cortes y ampliación de inhabilidades, hizo parte de las secretarias técnicas de la Comisión Bonivento para la reforma a la justicia y encabezó proyectos de transparencia, rendición de cuentas, mejoramiento de la gestión judicial y buenas prácticas en el sector.
Ha sido miembro de la junta directiva del Fondo de Defensa Técnica y Especializada (FONDETEC), de la Corporación Transparencia por Colombia y del Instituto de Ciencia Política Hernán Echavarría Olózaga. Fue árbitro activo de la lista “A” de las Cámaras de Comercio de Medellín y de Bogotá, participando en diferentes trámites arbitrales en materia de Derecho Administrativo, Comercial y Civil. Se desempeñó como Secretaria técnica de la Comisión de Expertos de Reforma a la Justicia creada por el Decreto 4932 de 2009 y de la Comisión Constitucional Seguimiento a la Reforma Penal y fue miembro del Consejo Nacional de Conciliación.

## Participación en publicaciones
- Caracterización de la justicia formal en Colombia y elementos para la construcción de una agenda estratégica para su mejoramiento – 2016-2017
- Balance de cinco años de vigencia de la Ley 1448 de 2011 – 2016
- Experiencias internacionales y colombianas en el uso de las TIC para el mejoramiento de la administración de justicia – 2014
- Balance de la legislatura 2012-2013 en materia de justicia – 2013
- Diagnóstica de la situación actual de investigación y juzgamiento de los delitos sexuales contra las mujeres - 2013
- Método de depuración y liquidación de causas penales en Colombia – 2004
- Análisis comparado de sistemas de Carrera Judicial en Latinoamérica – 2003
- Análisis comparado de solución de pequeñas causas – 2003
- Modelo jurídico y organizacional de los Politécnicos Comunitarios de Bogotá – 2003
- Método de implementación de los sistemas de trabajo en los Despachos Judiciales en el Paraguay – 2001
- Estado del arte de la oferta estatal de justicia en Colombia – 1997
- Evaluación del sector justicia para la Reforma del Estado – 1997
- Manual de contratación del Convenio Andrés Bello – SECAB – 1997
- Proyecto para el mejoramiento de la calidad de educación básica formal del Municipio de Pasto – Proyecto del Banco Mundial – 1997
- Propuesta para la institucionalización de mecanismos financieros y de organización en la región amazónica – 1996.

## Libros
- Análisis conceptual del Sistema Nacional de Conciliación de Colombia en sus 25 años: Construyendo diálogo y paz para el futuro - 2015, (codirectora)
- Balance diez años de funcionamiento del Sistema Penal Acusatorio en Colombia (2004- 2014) – octubre de 2015, (directora)
- Aproximación a la historia de una década de transformaciones en la justicia colombiana – 2013 (directora y coautora)
- Balance de la Legislatura 2011-2012 en materia de justicia – 2012 (directora)
- Necesidades Jurídicas Insatisfechas – Una metodología para analizar y medir el acceso a la justicia en Colombia – Caso: Cali, Pereira y Apartadó – 2012 (directora)
- Balance del funcionamiento del sistema penal acusatorio Boletín de actualización 2010- 2011 – 2012 (directora)
- Corte Constitucional y reforma a la justicia – 2010, (coautora)
- Balance de los primeros 5 años de funcionamiento del Sistema Penal Acusatorio en Colombia – diciembre de 2010, (directora)
- Sistema Acusatorio y Jurisprudencia – Una visión crítica – mayo de 2010, (directora)
- Un estudio de Necesidades Jurídicas Insatisfechas – enero de 2010, (directora)
- Un acercamiento a la Educación Legal y la Justicia Restaurativa en las escuelas – enero de 2010, (directora)
- La Justiciabilidad de los derechos colectivos – noviembre de 2009, (directora)
- Criterios de Justicia – agosto de 2008, (directora)
- Balance de los 10 años de las acciones populares y de grupo - 2008
- Criterios de Justicia – junio de 2007, (directora)
- El cambio de la Justicia Penal hacia el Sistema adversarial- significado y dificultades
- Descifrando la Justicia de Paz en Bogotá – mayo de 2006, (directora)